# أرام هاكوبيان
أرام هاكوبيان (بالأرمنية: Արամ Հակոբյան)‏ هو لاعب كرة قدم أرميني في مركز الهجوم، ولد في 15 أغسطس 1979 في يريفان في أرمينيا. شارك مع منتخب أرمينيا لكرة القدم. أما مع النوادي، فقد لعب مع ألاشكرت وبيونيك يريفان وميتالورغ دونيتسك ونادي أوليسيس ونادي إيليتشيفيتس ماريوبول ونادي بانانتس ونادي سبارتاك يريفان ونادي نوا.

## وصلات خارجية
- أرام هاكوبيان على موقع اتحاد أوكرانيا (الإنجليزية)
- أرام هاكوبيان على موقع قاعدة بيانات كرة القدم.إي يو (الإنجليزية)
- أرام هاكوبيان على موقع ناشيونال فوتبول تيمز (الإنجليزية)
- أرام هاكوبيان على موقع Soccerway.com (الإنجليزية)